# Tramway d'Arad
Le tramway d'Arad est le réseau de tramway desservant la ville roumaine d'Arad, en Transylvanie.
Les trois premières lignes de tramway, à traction hippomobile, ont été mises en service en 1869. Le réseau compte 16 lignes. Il est exploité par la société CTP Arad.

## Réseau actuel

### Aperçu général

#### Lignes en service
- Făt Frumos – Piața Romană
- Platforma Vest – Făt Frumos
- Făt Frumos – Gara Aradul Nou
- Piața Gai – Piața Romană
- Făt Frumos – Uzina Electrică
- Făt Frumos – Vladimirescu II
- Piața Romană – Combinatul Chimic
- Făt Frumos – Ghioroc
- Piața Romană – Ghioroc
- Combinatul Chimic – Ghioroc
- Făt Frumos - Piața Sârbească - Piața Romană - Billa - Renașterii - Piața Podgoria - Piața Romană - Făt Frumos

#### Lignes suspendues
Les lignes suivantes sont suspendues, en raison de travaux. Elles sont remplacées par des lignes de bus.
- Făt Frumos – Sere Grădiște
- Făt Frumos – C.E.T.
- Piața Romană – Sere Grădiște
- Piața Romană – C.E.T.